# Clase Adua
La clase Adua fue la cuarta subclase de la Serie 600 de submarinos costeros construidos para la Regia Marina (Marina Real Italiana) durante la década de 1930. Se construyeron un total de 17 submarinos de esta clase, casi todos con nombres de lugares en Etiopía que había sido una colonia italiana desde 1936, pero solo uno, el Alagi, sobrevivió a la Segunda Guerra Mundial. Tres submarinos de esta clase (Gondar, Ascianghi y Neghelli) fueron vendidos a Brasil antes de la guerra y reemplazados por submarinos del mismo nombre.

## Diseño y descripción
Los submarinos de la clase Adua eran esencialmente repeticiones del diseño anterior de la clase Perla. Su desplazamiento era de 680 toneladas métricas (670 tn largas) en superficie y 844 toneladas métricas (831 tn largas) sumergidos. Los submarinos medían 60,18 metros de largo, tenían una manga de 6,45 metros y un calado de 4,7 metros.
Para el funcionamiento en superficie, los barcos estaban propulsados por dos motores diésel de 600 caballos de fuerza de freno (447 kW), cada uno moviendo un eje de hélice. Cuando sumergido, cada hélice era impulsada por un motor eléctrico de 400 caballos de fuerza (298 kW). Podían alcanzar una velocidad de 14 nudos (26 km/h) en superficie y 7,5 nudos (13,9 km/h) sumergido. En la superficie, la clase Adua tenía un alcance de 3.180 millas náuticas (5.890 km) a 10.5 nudos (19.4 km/h), sumergidos, su alcance era de 74 millas náuticas (137 km)  a 4 nudos (7,4 km/h).
Los barcos estaban armados con seis tubos de torpedo internos de 53,3 cm (21,0 pulgadas), cuatro en la proa y dos en la popa. Se transportaba un torpedo de recarga por cada tubo, para un total de doce. También estaban armados con un cañón de cubierta de 100 mm para el combate en superficie. El armamento antiaéreo ligero consistía en uno o dos pares de ametralladoras de 13,2 mm.

## Naves
| Nave         | Constructora | Lanzamiento | Destino |
| ------------ | ------------ | ----------- | --- |
| Adua         | CRDA         | 13.9.1936   | Hundido el 30 de septiembre de 1941, por destructor HMS Gurkha y HMS Legion, mar mediterráneo |
| Alagi        | CRDA         | 15.11.1936  | Vendido como chatarra el 1 de febrero de 1948 |
| Aradam       | CRDA         | 18.10.1936  | Hundido el 4 de septiembre de 1944 en Génova por bombarderos aliados |
| Ascianghi    | OTO          | 5.12.1937   | Hundido por su tripulación cerca de Augusta, Sicilia, el 23 de julio de 1943, después de un ataque por los destructores HMS Laforey y HMS Eclipse                                                                |
| Axum         | CRDA         | 27.9.1936   | Hundido por su tripulación cerca de Morea el 28 de diciembre de 1943 |
| Beilul       | OTO          | 22.5.1938   | Hundido en mayo de 1944 por ataque aéreo aliado |
| Dagabur      | Tosi         | 22.11.1936  | Hundido durante la Operación Pedestal por el destructor británico HMS Wolverine |
| Dessiè       | Tosi         | 22.11.1936  | Hundido el 28 de noviembre de 1942 por el destructor HMS Quiberon y HMS Quentin, cerca de Bona, Argelia. |
| Durbo        | OTO          | 6.3.1938    | Hundido por su tripulación el 18 de octubre de 1940 al este de Gibraltar después de ser atacado por el destructor HMS Firedrake y HMS Wrestler                                                                   |
| Gondar       | OTO          | 3.10.1937   | Hundido por su tripulación el 30 de septiembre de 1940, cerca de Alejandría, después de 14 horas de ataque de los destructores HMAS Stuart, HMS Diamond y Sunderland flying boats                                |
| Lafolè       | OTO          | 10.4.1938   | Hundido el 20 de octubre de 1940, al norte de Melilla por los destructores HMS Gallant, HMS Hotspur y HMS Griffin                                                                                                |
| Macallé      | OTO          | 29.10.1936  | Asignado a la Flotilla del Mar Rojo y encallado el 15 de junio de 1940 cuando la tripulación quedó incapacitada debido a una intoxicación por fuga de clorometano en el sistema de aire acondicionado del barco. |
| Neghelli     | OTO          | 7.11.1937   | Hundido el 19 de enero de 1941 por el destructor HMS Greyhound |
| Scirè        | OTO          | 6.1.1938    | Hundido el 10 de agosto de 1942 |
| Tembien      | OTO          | 6.2.1938    | Hundido el 2 de agosto de 1941, al este de Malta, por HMS Hermione |
| Uarsciek     | Tosi         | 19.9.1937   | Hundido el 15 de diciembre de 1942, al sur de Malta, por HMS Petard y el destructor griego Vasilissa Olga |
| Uebi Scebeli | Tosi         | 3.10.1937   | Hundido el 29 de junio de 1940 por HMS Dainty y HMS Ilex |

## Servicio
Los barcos, una vez puestos en servicio, fueron asignados para completar los escuadrones de submarinos "600" que refuerzan los escuadrones 11 y 14 en La Spezia y 43 en Taranto. Después del entrenamiento inicial, muchos de estos barcos realizaron cruceros de entrenamiento en el Dodecaneso y a lo largo de la costa del norte de África.
Durante la Guerra Civil Española (1937-1938) cinco de los submarinos que ya estaban en servicio realizaron siete misiones especiales en nombre del régimen de Franco sin mucho éxito.
Durante 1938-1939 los barcos cambiaron en gran medida sus ubicaciones de asignación: al principio había un solo escuadrón con cuatro submarinos en La Spezia, otros cuatro submarinos formaron el 23º Escuadrón en Nápoles, y cinco más fueron asignados a Leros. En 1939 no había ni un solo barco de la serie en La Spezia, mientras que la escuadrilla en Leros se reforzó. En 1939 se enviaron a Tobruk cuatro barcos desde las bases de Nápoles y Tarento.
Al estallar la Segunda Guerra Mundial, había cuatro submarinos asignados a cada una de las bases de La Spezia, Cagliari, Messina y Taranto, y un submarino, Macallé, estaba ubicado en la base de Massawa en el Mar Rojo.